# Cléden-Poher
Cléden-Poher település Franciaországban, Finistère megyében. Lakosainak száma 1135 fő (2022. január 1.). Cléden-Poher Kergloff, Carhaix-Plouguer, Landeleau, Saint-Hernin és Spézet községekkel határos.

## Népesség
A település népességének változása:
| Lakosok száma | 1064 | 1118 | 1130 | 1030 | 1117 | 1134 | 1158 | 1145 | 1138 | 1135 |
|               | 1968 | 1982 | 1990 | 2006 | 2013 | 2015 | 2017 | 2019 | 2020 | 2022 |